# London Road
London Road è un film del 2015 diretto da Rufus Norris. La pellicola è tratta dall'omonimo musical di Alecky Blythe e Adam Cork.
Il film è stato presentato in anteprima al Toronto International Film Festival, ed esamina le reazioni della comunità della contea del Suffolk dopo che cinque donne vengono uccise da un serial killer.

## Accoglienza
La pellicola è stata ben accolta dalla critica. Sul sito Rotten Tomatoes ha ottenuto il 76% delle recensioni professionali positive con un voto medio di 6,8 su 10, basato su 67 critiche.

## Riconoscimenti
- 2016 - London Critics Circle Film Awards
  - Attore britannico dell'anno a Tom Hardy per London Road, Legend, Mad Max: Fury Road e Revenant - Redivivo
  - Candidatura al miglior film britannico dell'anno